# Amor gitano (film)
Amor gitano (The Rogue Song) è un film del 1930 diretto da Lionel Barrymore e, non accreditato, Hal Roach.
Conosciuto anche come Il canto del bandito e vagamente ispirato all'operetta di Franz Lehár, fa parte di un filone denominato "cinelirica". Il film è considerato perduto, a causa del difettoso Technicolor dell'epoca, che causò il deterioramento delle copie.
Segnò il debutto cinematografico del baritono Lawrence Tibbett, cantante del Metropolitan, che tuttavia era stato in precedenza anche attore in una compagnia teatrale specializzata in rappresentazioni shakespeariane. Stanlio e Ollio vi hanno dei piccoli ruoli. Il film era completamente a colori e completamente sonoro, e segnò la prima apparizione a colori della famosa coppia.
Fu il quarto ed ultimo film di Lionel Barrymore come regista per la MGM. Girerà in seguito ancora due pellicole per la Columbia per poi tornare alla recitazione. In Italia fu distribuito nelle sale a partire dall'aprile 1931.

## Trama
Durante un viaggio la principessa russa Vera incontra Ygor, rude capo tribù del Caucaso che si innamora perdutamente della bella aristocratica. Ma anche lei è attratta dai modi poco cortigiani dell'uomo e riesce a salvarlo da un complotto facendolo fuggire. Rientrata nel suo palazzo di Riga, Vera viene raggiunta da Ygor che è riuscito a penetrare nelle sue stanze per dichiararle il suo amore, che Vera confessa di ricambiare. Rientrato alla sua tribù, Ygor, trova sua sorella Nadia uccisa da un principe che egli sfida e, a sua volta, uccide in duello.  Costui, però, era il fratello di Vera e lei, disperata, fa arrestare e torturare Ygor. Poi l'amore prevale, e lo fa liberare decisa a sposarlo nonostante le differenze sociali

## Stanlio e Ollio

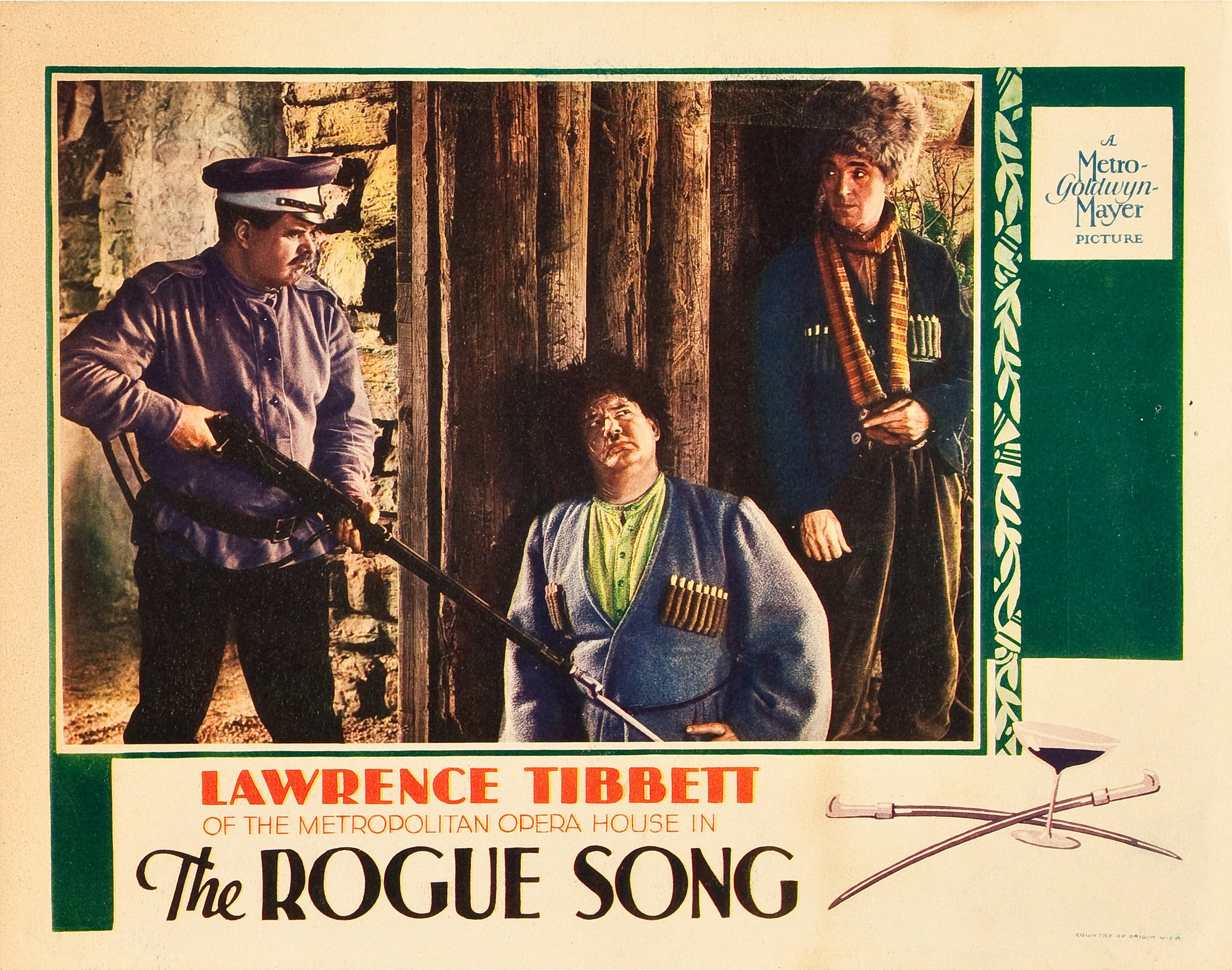
Locandina del film con Laurel e Hardy

Stanlio e Ollio apparivano nel film in dieci scene, ma oggi solo una di queste è sopravvissuta interamente. La scena si svolge così: una tempesta spazza via la tenda dei due, che cercano lo stesso di dormire, ma c'è pioggia, e quindi i due si riparano in una caverna ignari che lì dentro ci vive un orso, dentro la caverna è buio pesto e i due non vedono l'animale, Ollio è convinto che Stanlio abbia addosso una coperta di pelle. L'orso inizia a ruggire e i due scappano.
Rimangono comunque altri due segmenti di scene di L&H dal trailer del film, anch'esso sopravvissuto intatto.

## Stato della conservazione
Nonostante lunghe ricerche, nessuna copia completa del film è stata ritrovata, oltre lo sketch di L&H e il trailer (ritrovati nel 1981) è sopravvissuta una scena di 5 minuti che raffigura un ballo (ritrovato nel 1998), un altro sketch centrale è stato ritrovato, entrambi negli archivi della Repubblica Ceca e nell'università UCLA della California e sono stati proiettati tutti insieme in un filmato (ancora oggi reperibile) per la prima volta in una conferenza nel 1995. In queste sequenze, seppur adeguatamente restaurate, è comunque possibile notare come prevalgano i colori rosso e blu, a causa del deterioramento della pellicola È stata inoltre rintracciata l'intera colonna sonora incisa su dischi separati col sistema Vitaphone, il negativo originale andò distrutto in un incendio e tutte le altre copie scomparvero, lo stesso Tibbett ne possedeva una copia, ma la distrusse poiché era troppo rovinata. La MGM ha posseduto il negativo della quarta bobina fino al 1974